# レオニード・ヴォローシン
レオニード・アナトリエヴィチ・ヴォローシン（ロシア語: Леонид Анатолъевич Волошин, ラテン文字転写: Leonid Anatolyevich Voloshin、1966年3月30日 ‐ ）は、ソビエト連邦（現・ロシア）・ウラジカフカス出身の元陸上競技選手。三段跳の元室内世界記録保持者。1991年東京世界選手権と1993年シュトゥットガルト世界選手権の銀メダリストである。

## 経歴
1988年7月5日、男子走幅跳で8m46の自己ベストをマーク。この記録は2013年にアレクサンドル・メンコフが8m56をマークするまでの25年間、ロシア記録として君臨した。
1988年9月26日、ソウルオリンピック男子走幅跳決勝で8位に入った。
1990年8月31日、スプリト・ヨーロッパ選手権男子三段跳決勝を17m74で制し、1988年ソウルオリンピック男子三段跳チャンピオンであるブルガリアのフリスト・マルコフ（17m43）、同大会銀メダリストであるソビエト連邦のイゴール・ラプシン（17m34）などを抑えてヨーロッパタイトルを獲得した。
1991年3月10日、セビリア世界室内選手権男子三段跳決勝ではイゴール・ラプシンに27cm及ばず、17m04の2位に終わり金メダルを逃した。
同年8月26日、東京世界選手権男子三段跳決勝ではアメリカ合衆国のケニー・ハリソンに3cm及ばず、17m75の2位に終わり金メダルを逃した。
1992年8月3日、バルセロナオリンピック男子三段跳決勝では5回目の跳躍を終えた時点で3位だったが、最終跳躍の6回目でメダル圏外に転落。アメリカ合衆国のマイク・コンリー（18m17）とチャーリー・シンプキンス（17m60）、バハマのフランク・ラザフォード（17m36）に次ぐ17m32の4位に終わり、メダルには4cm届かなかった。
1993年8月16日、シュトゥットガルト世界選手権男子三段跳決勝ではマイク・コンリーに21cm及ばず、17m65の2位に終わり金メダルを逃した。
1994年2月6日、グルノーブルで開催された国際室内大会の男子三段跳において17m77の室内世界新記録を樹立。マイク・コンリーが1987年に作った従来の記録を1cm更新した。この記録は1997年にキューバのアリーセル・ウルティアが17m83をマークするまでの3年間、室内世界記録として君臨した。また、この記録は2002年にスウェーデンのクリスチャン・オルソンが17m80をマークするまでの8年間、室内ヨーロッパ記録だった。

## 自己ベスト
- 記録欄の（　）内の数字は風速（m/s）で、+は追い風を意味する。

| 種目   | 記録          | 年月日        | 場所             | 備考                                               |
| 屋外   | 屋外          | 屋外          | 屋外             | 屋外                                               |
| ------ | ------------- | ------------- | ---------------- | -------------------------------------------------- |
| 走幅跳 | 8m46（+2.0）  | 1988年7月5日  | タリン           | 元ロシア記録                                       |
| 三段跳 | 17m75（+1.0） | 1991年8月26日 | 東京             |                                                    |
| 室内   |               |               |                  |                                                    |
| 走幅跳 | 8m03          | 1988年2月10日 | ヴォルゴグラード |                                                    |
| 三段跳 | 17m77         | 1994年2月6日  | グルノーブル     | 元室内世界記録 元室内ヨーロッパ記録 室内ロシア記録 |

## 主要大会成績
- 備考欄の記録は当時のもの

| 年           | 大会                      | 場所               | 種目         | 結果         | 記録          | 備考         |
| ソビエト連邦 | ソビエト連邦              | ソビエト連邦       | ソビエト連邦 | ソビエト連邦 | ソビエト連邦  | ソビエト連邦 |
| ------------ | ------------------------- | ------------------ | ------------ | ------------ | ------------- | ------------ |
| 1988         | オリンピック              | ソウル             | 走幅跳       | 8位          | 7m89          |              |
| 1990         | ヨーロッパ選手権 (en)     | スプリト           | 三段跳       | 優勝         | 17m74（+0.8） |              |
| 1991         | 世界室内選手権            | セビリア           | 三段跳       | 2位          | 17m04         |              |
| 1991         | 世界選手権                | 東京               | 三段跳       | 2位          | 17m75（+1.0） | 自己ベスト   |
| EUN          |                           |                    |              |              |               |              |
| 1992         | ヨーロッパ室内選手権 (en) | ジェノヴァ         | 三段跳       | 優勝         | 17m35         |              |
| 1992         | オリンピック              | バルセロナ         | 三段跳       | 4位          | 17m32         |              |
| ロシア       |                           |                    |              |              |               |              |
| 1993         | 世界選手権                | シュトゥットガルト | 三段跳       | 2位          | 17m65（0.0）  |              |
| 1994         | ヨーロッパ室内選手権 (en) | パリ               | 三段跳       | 優勝         | 17m44         |              |